# Argutite
L'argutite è un minerale.